# Raj Chetty

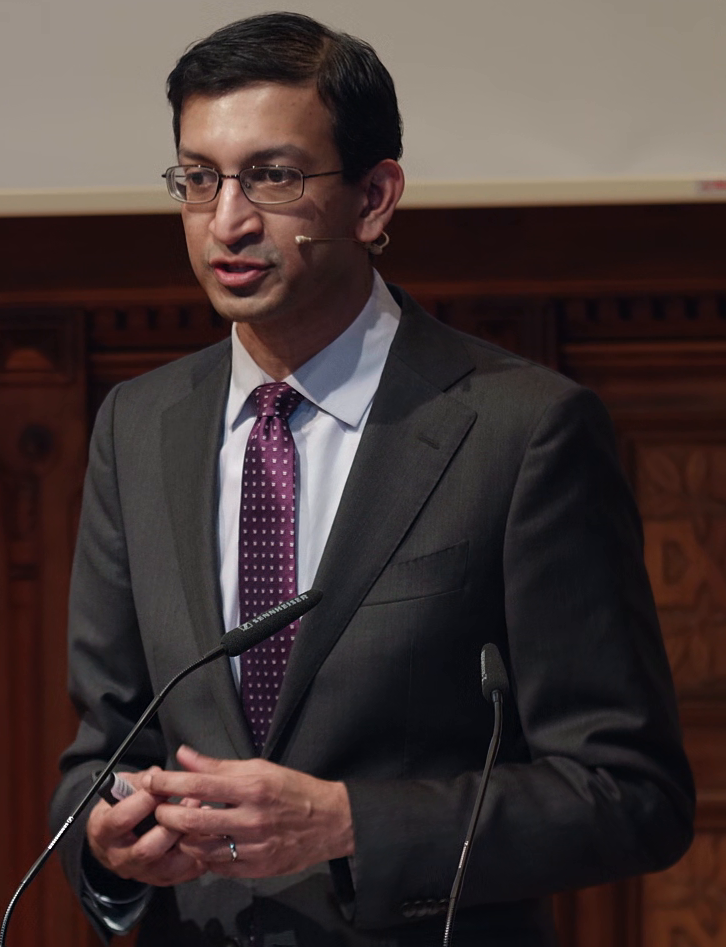
Raj Chetty, 2019

Raj Chetty (* 4. August 1979 in Neu-Delhi) ist ein US-amerikanischer Wirtschaftswissenschaftler und Professor für Volkswirtschaftslehre an der Harvard University.
2008 ernannte ihn der Economist zu einem von acht Top-Nachwuchsökonomen und hob insbesondere Chettys Verdienste im Bereich der Staatsökonomie hervor, wo seine Forschung empirische Beweise und Wirtschaftstheorie kombiniert, um die Entwicklung effektiverer Wirtschaftspolitik voranzutreiben.

## Ausbildung
Nachdem er 1997 als Klassenbester die University School of Milwaukee abgeschlossen hatte, studierte Raj Chetty am Harvard College, von welchem er 2000 einen B.A. in Volkswirtschaftslehre mit der Bestnote summa cum laude erhielt. Anschließend promovierte Chetty an der Harvard University und erhielt 2003 einen Ph.D. in VWL.

## Beruflicher Werdegang
Nach seiner Promotion begann Chetty seine akademische Laufbahn als Assistant Professor für VWL an der University of California, Berkeley, bevor er 2007 zum Associate Professor und 2008 zum Professor befördert wurde. Von 2007 bis 2008 forschte Chetty als National Fellow an der Hoover Institution der Stanford University. Parallel begann Chetty 2003 als Faculty Research Fellow am National Bureau of Economic Research (NBER) zu arbeiten, wo er 2007 zum Research Associate befördert wurde. Seit 2008 ist er am NBER Co-Direktor des Public Economics Program. Schließlich wechselte Chetty 2009 als Professor für VWL an die Harvard University, wo er einer der jüngsten Professoren in der Geschichte der Universität ist. Dort ist er Direktor des Lab for Economic Applications and Policy.
Chettys Forschungsarbeiten wurden in vielen renommierten wirtschaftswissenschaftlichen Fachzeitschriften publiziert, darunter Econometrica, das Quarterly Journal of Economics, die American Economic Review, das Journal of Political Economy, die Review of Economic Studies und das Journal of Finance.
Darüber hinaus arbeitet Chetty seit 2009 als Redakteur des Journal of Public Economics und war zuvor als Redakteur des Journal of Economic Literature (2007–2010) tätig.
Seit 2011 ist er außerdem Mitglied des offiziellen Wirtschaftsberater-Komitees des Congressional Budget Office.

## Auszeichnungen, Stipendien und Mitgliedschaften
Raj Chetty ist seit 2012 ein MacArthur Fellow der MacArthur Foundation sowie ebenfalls seit 2012 ein Fellow der Econometric Society. Des Weiteren ist Chetty seit 2008 ein Research Fellow der Alfred P. Sloan Foundation und hat eine Reihe von wichtigen wirtschaftswissenschaftlichen Preisen gewonnen, darunter der Economic Policy Best Paper Prize des American Economic Journal (2012), der Young Labor Economist Award des Instituts zur Zukunft der Arbeit (2010), den Distinguished Research Affiliate Award des CESIfo (2008) und den Best Dissertation Prize der National Tax Association (2003). 2013 wurde er mit der John Bates Clark Medal ausgezeichnet, 2014 in die American Academy of Arts and Sciences und 2018 in die National Academy of Sciences gewählt.

## Forschung
Gemäß der wirtschaftswissenschaftlichen Publikationsdatenbank IDEAS gehört Chetty im Gesamtranking zu den 3 % der forschungsstärksten Ökonomen (Rang 831). Auch unter anderen Kriterien, die sein Alter berücksichtigen, gehört Chetty deutlich zu den besten 5 % der in der Datenbank erfassten Ökonomen. Der am meisten zitierte Artikel Chettys trägt den Titel „Salience and Taxation: Theory and Evidence“ (2009) und wurde zusammen mit Adam Looney und Kory Kroft verfasst. Dieser Artikel untersucht die in der öffentlichen Finanzwissenschaft gängige Annahme, dass Individuen ihren Nutzen bezüglich der durch Steuermaßnahmen geschaffenen Anreize voll optimieren, anhand zweier empirischer Experimente. Beide Experimente ergeben, dass das Bewusstsein, dass eine Steuer vorhanden ist, das individuelle Kaufverhalten signifikant beeinflusst. Auf diesen Erkenntnissen aufbauend entwickeln Chetty, Looney und Kroft dann ein Modell begrenzter Rationalität, um den Einfluss der Wahrnehmung von Steuern auf das individuelle Kaufverhalten zu erklären.
Weitere prominente Forschungsbereiche Chettys finden sich in der allgemeinen Finanzwissenschaft, der öffentlichen Finanzwissenschaft, der Staatswissenschaft und der Arbeitsökonomik.

## Bibliographie
- Chetty, Raj, Adam Looney, Kory Kroft (2009): Salience and Taxation: Theory and Evidence, American Economic Review, Vol. 99, Nr. 4, S. 1145–1177.

## Quelle
- Curriculum Vitae Raj Chettys auf der Webseite der Harvard University (englisch) (PDF; 176 kB)